# Fibularia
Fibularia é um género de equinodermes pertencente à família Fibulariidae.
O género tem uma distribuição quase cosmopolita.

## Espécies
Espécies (lista incompleta):
- Fibularia abrardi Lambert, 1924
- Fibularia africana Checchia-Rispoli, 1929
- Fibularia alabamensis Cooke, 1959